# Бытошское городское поселение
Быто́шское городское поселение — муниципальное образование в северной части Дятьковского района Брянской области. Центр — посёлок городского типа Бытошь.
Образовано в результате проведения муниципальной реформы в 2005 году, путём слияния дореформенных Бытошского поссовета и Будочковского сельсовета.

## Население
| 2009  | 2010  | 2011  | 2012  | 2013  | 2014  | 2015  | 2016  | 2017  |
| ----- | ----- | ----- | ----- | ----- | ----- | ----- | ----- | ----- |
| 4370  | ↗4642 | ↗4680 | ↗4814 | ↗5004 | ↗5083 | ↘5081 | ↘5076 | ↘5016 |
| 2018  | 2019  | 2020  | 2021  |       |       |       |       |       |
| ↘4938 | ↘4861 | ↘4790 | ↘4376 |       |       |       |       |       |

## Населённые пункты
| № | Населённый пункт | Тип     | Население |
| - | ---------------- | ------- | --------- |
| 1 | Бытошь           | пгт     | ↘3990     |
| 2 | Будочки          | деревня | ↗404      |
| 3 | Савчино          | деревня | ↗11       |
| 4 | Смолигово        | деревня | →2        |
| 5 | Старая Рубча     | деревня | ↘0        |
| 6 | Хотня            | деревня | ↗4        |